# Феофілівка
Феофі́лівка — село в Україні, у Ямпільській селищній громаді Шосткинського району Сумської області. Населення становить 33 осіб. До 2020 орган місцевого самоврядування — Степненська сільська рада.

## Географія
Село Феофілівка знаходиться на лівому березі річки Бичиха, вище за течією на відстані 2 км розташоване село Степне, нижче за течією на відстані 2,5 км розташоване ліквідоване село Калинівець.
Селом протікає річка Змудка, ліва притока Бичихи.

## Археологія
Люди в цих краях жили ще з давніх-давен, про що свідчить відкрите археологами на південно-східній околиці села Феофілівка поселення бронзової доби (ІІІ — І тисячоліття до нашої ери). Поселення лежить в заплаві річки Бичихи на лівому її березі, займає кілька дюнних підвищень й становить приблизно 5 га.

## Історія
За три версти від Юринівки (Зараз село Степне) був чоловічий монастир, де жили монахи — самітники. Опікувався ними Феофіл Лукашов, який мав свій хутір Феофілівку
Село постраждало внаслідок геноциду українського народу, проведеного урядом СССР в 1932—1933 роках.
12 червня 2020 року, відповідно до розпорядження Кабінету Міністрів України № 723-р «Про визначення адміністративних центрів та затвердження територій територіальних громад Сумської області», село увійшло до складу Ямпільської селищної громади.
19 липня 2020 року, в результаті адміністративно-територіальної реформи та ліквідації Ямпільського району, село увійшло до складу новоутвореного Шосткинського району.